# Rakhyvel

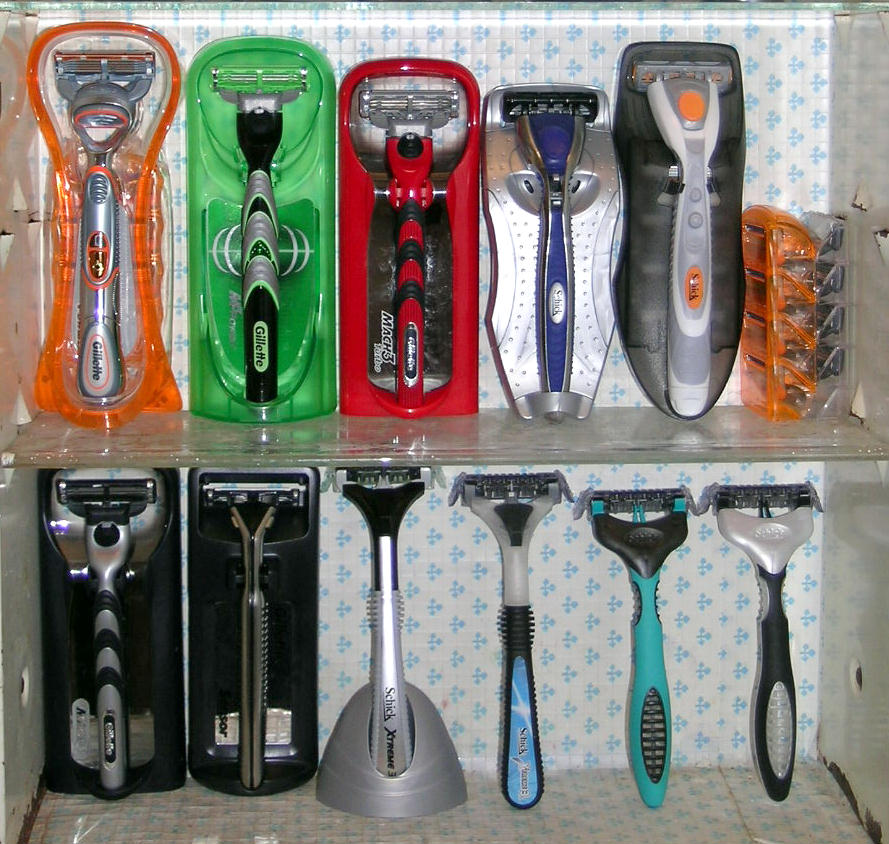
Rakhyvlar

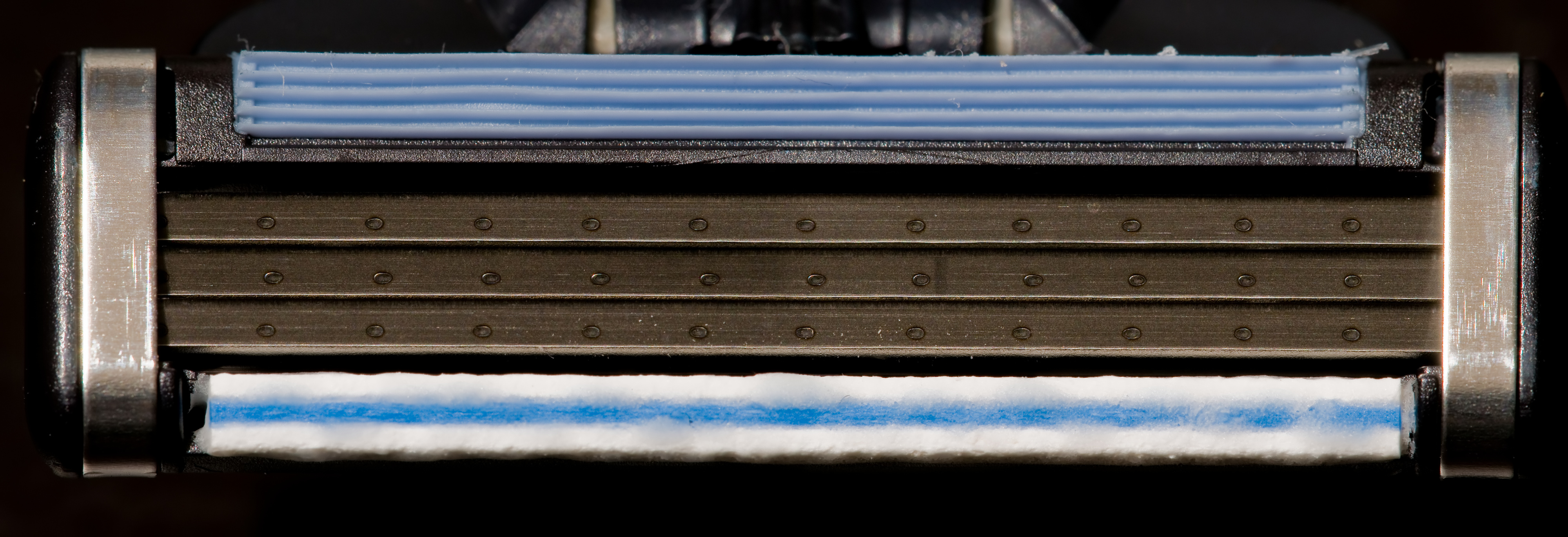
Närbild på bladen i en rakhyvel.

En rakhyvel är ett verktyg som används för att kapa oönskad hårväxt på kroppen. Den består vanligen av ett litet, skarpt rakblad av stål som monteras i en hållare, vanligen av plast och ofta försedd med ett handtag.
Till skillnad från övriga hyvlar som hyvlar av det översta skiktet från det material man använder är rakhyveln inställd att den bara skrapar ytan man drar den över.
Rakhyveln används vanligtvis tillsammans med raklödder för att minska friktionen mellan rakhyvel och hud. Raklödder finns i färdig form eller kan framställas av raktvål med hjälp av rakborste.
Rakhyvlar finns med utbytbara rakblad och så kallade engångsrakhyvlar som kasseras efter användning. Rakapparat är ett alternativ till rakhyvel och raklödder.

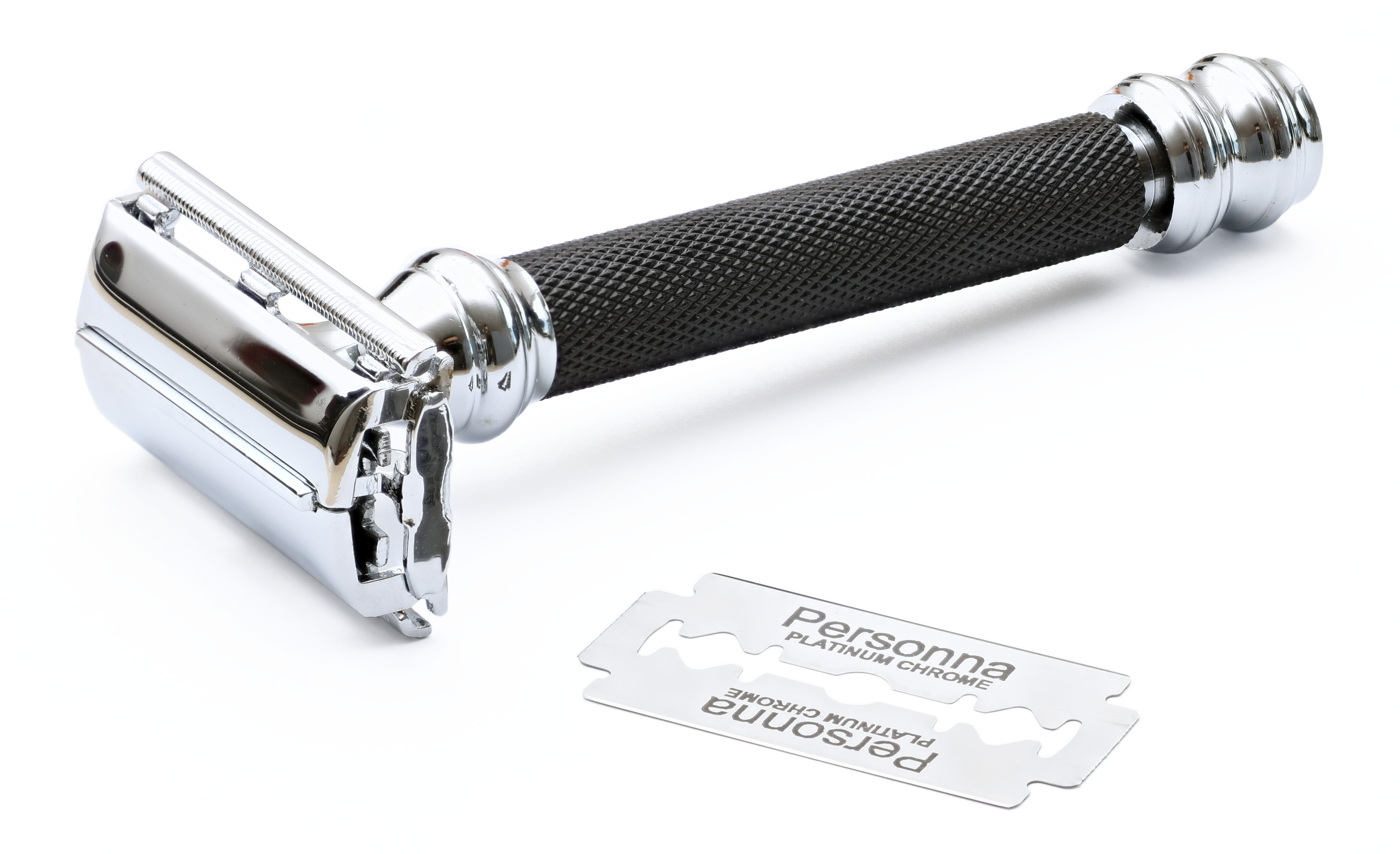
Säkerhetshyvel av stål

## Historia
Den moderna säkerhetshyveln fick sin form av den amerikanska affärsmannen King Camp Gillette 1901, men en föregångare fanns i brittiska Sheffield redan 1828. År 1903 lanserade Gillette en rakhyvel med utbytbart rakblad.